# Flechamóvil
El Flechamóvil (o Flecha-Móvil) es un automóvil en forma de flecha especialmente diseñado utilizado por el superhéroe de DC Comics Flecha Verde y su compañero Speedy. El Flechamóvil debutó en More Fun Comics #73 (noviembre de 1941) y fue creado por Mort Weisinger y George Papp.

## Historia
El diseño y la función del Flecha-Móvil eran similares a los del Batimóvil de Batman. El Flechamóvil (inexplicablemente llamado "el Flecha-Plano" al principio) se introdujo durante el tiempo en que los cómics de Flecha Verde en su mayoría seguían una fórmula similar a la de Batman (sin la profundidad y la tragedia). Estuvo en uso durante muchos años y hubo varias versiones, todas con varias actualizaciones y rediseños.

### Estado
Después de que Flecha Verde (Oliver Queen) perdiera su fortuna, el Flecha-Móvil se volvió demasiado caro para mantenerlo. Varios restos de los autos se volvieron muy apreciados entre los coleccionistas de súper recuerdos, como un Flecha-Móvil que una vez fue destruido durante una pelea entre Flecha Verde, Arsenal y Solomon Grundy. Cuando un Flecha-Móvil completamente funcional salió a subasta para la venta, elementos criminales lo compraron y querían usarlo para sus propios fines. Por ejemplo, el criminal Scavenger lo reclamó para su colección de armas, pero Batman lo compró en nombre de Flecha Verde. Sin embargo, una vez que se descompuso en el camino de regreso a Star City después de recogerlo, Flecha Verde decidió destruirlo después de todo, usando el mismo detonador que usó la primera vez, pero esta vez sabiendo que funcionaría ya que fue arreglado por Superman.

## Otros medios
En Batman: The Brave and the Bold, el Flecha-Móvil se ve como el automóvil que Flecha Verde usa en el episodio "Hail the Tornado Tyrant!".